# Agata Cebula
Agata Cebula (ur. 1 marca 1989 w Zabrzu) – polska piłkarka ręczna, grająca na pozycji rozgrywającej.

## Kariera
Jest wychowanką Sośnicy Gliwice, następnie przez 3 sezony reprezentowała barwy SMS Gliwice. W 2008 roku wróciła do macierzystego klubu, by rok później przenieść się do Zgody Rudy Śląskiej z którą grała w ekstraklasie.
Zawodniczka do Pogoni Szczecin trafiła na początku 2011 roku, jej wcześniejszy klub Zgoda Ruda Śląska Bielszowice w związku z problemami finansowymi zmuszony był wycofać się z rozgrywek ekstraklasy po 12 kolejkach.
W 2014 roku zawodniczka zadebiutowała w reprezentacji Polski.
W okresie gry w Pogoni Cebula dwukrotnie była zmuszona do kilkumiesięcznej przerwy w grze z przyczyn zdrowotnych. W roku 2015 doznała poważnej kontuzji kolana, która wykluczyła ją z gry na 8 miesięcy. Sytuacja powtórzyła się w 2017.
11 lipca 2019 roku zawodniczka poinformowała na swoim profilu społecznościowym o zakończeniu kariery.

## Sukcesy
- Mistrzostwa Polski:
  -  2015
  -  2016
- Puchar Polski:
  -  2014, 2015
  -  2016, 2018
- Challenge Cup:
  -  2015, 2019

## Sukcesy indywidualne
- Najskuteczniejsza zawodniczka w EHF Challenge Cup 2018/2019 (42 bramki)[6].
- W sezonie 2013/2014 zajęła 2. miejsce w klasyfikacji strzelczyń Superligi (203 bramki w 31 meczach), tuż za Agatą Wypych (203 bramki w 25 meczach)
- W siódemce sezonu 2014/2015 PGNiG Superligi Kobiet (według sportowefakty.pl)[7].